# 虎克軍反叛
虎克军反叛是由虎克军发动的反对菲律宾政府的武装叛乱。叛乱开始于1942年日占菲律宾时期，然后经曼努埃尔·罗哈斯总统时期一直持续到1954年拉蒙·麦格塞塞总统时期结束。

## 背景
在日占菲律宾期间，一支主要由农民组成的抗日游击队在中央吕宋形成，这就是后来众所周知的虎克军游击队。他们通过游击战的形式在各个村庄里建立武装抗日根据地。在此期间，中央吕宋地区受到虎克军游击队的严密防守和保护。
菲律宾被从日本手中解放后，菲律宾政府在美利坚合众国的支持下，解除并逮捕了据称是共产主义武装的虎克军游击队成员。由于美国远东军司令部(USAFFE)和菲律宾保安部队（Philippine Constabulary）大肆追捕帮助过虎克军的农民积极分子，并对农民的骚扰和逮捕虐待变得更加普遍，这同时也造成了惨重的平民伤亡。虎克军以避免更多的人员伤亡并作出撤退到山区打游击的决定。

## 战前中央吕宋的社会改革
19世纪末和20世纪初，由于美国在1898年美西战争和1902年菲美战争中取得胜利，菲律宾的对外贸易大门被美国打开。由于西班牙已经在菲律宾引入了资本主义制度，在加上美国的扩张，菲律宾和美利坚合众国之间的自由贸易呈现了极大的指数级增长。而当地的土地所有者更喜欢将诸如烟草和甘蔗的经济作物转而出口到美国，而通常像大米或谷物则变得出口较少，这也导致农民的食物供应逐渐减少。

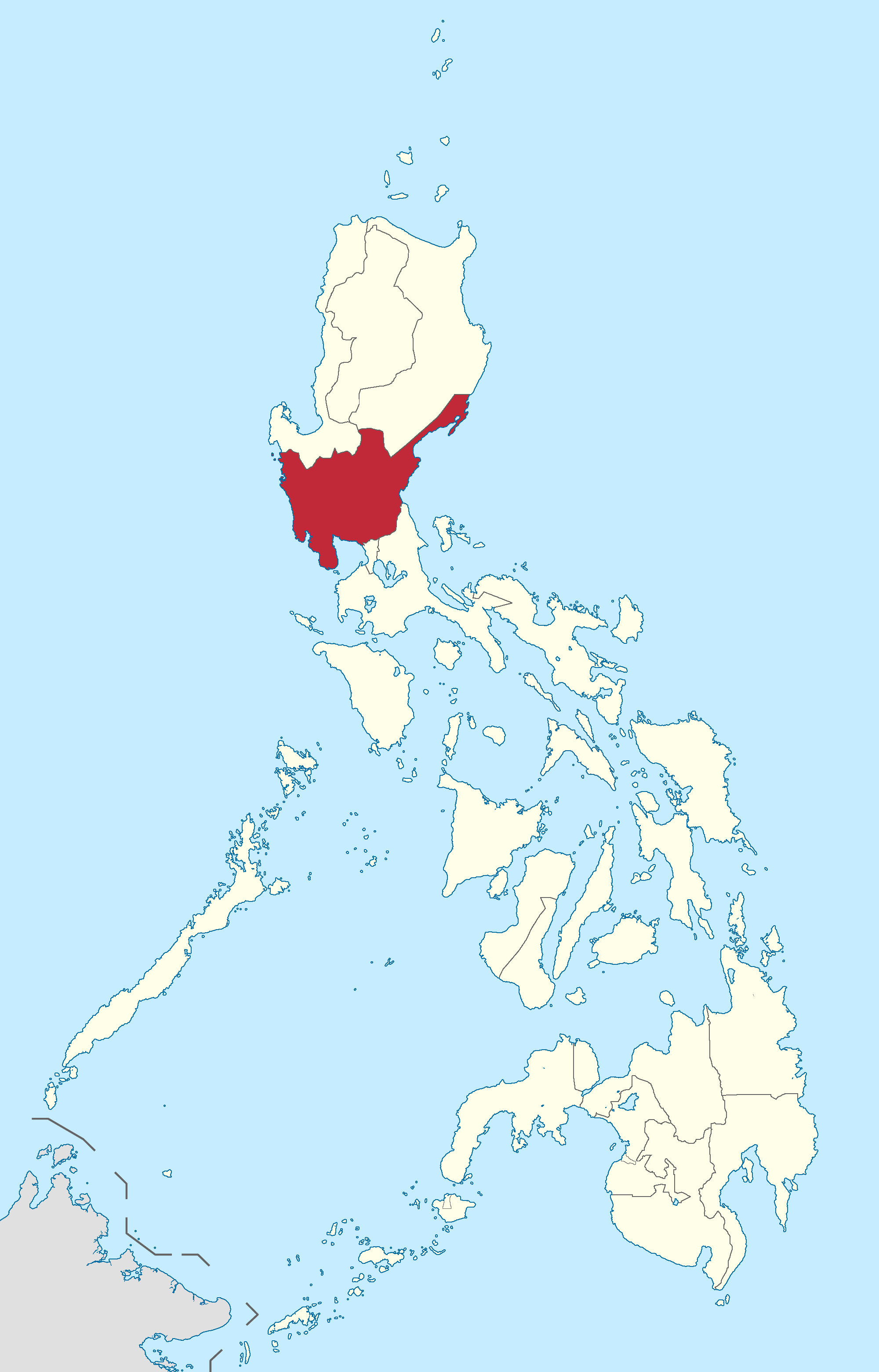
地图上的红色区域则是菲律宾中央吕宋大区，也是虎克军主要的活动地区。

而这一快速发展的时期同时也反映出西班牙统治三个多世纪以来菲律宾社会经济混乱的现状。当地的地主们以前也会参加一些社交活动（比如像是佃户的婚礼和洗礼），在节日期间他们也会向当地人分享食物和视察土地。地主们在经济困难时期还会帮助当地百姓，所以，他们也会被视为修道士和政府官员的保护者。随后，农场的管理模式彻底发生了转变，当地的土地所有者想要使他们的农场更具现代化，同时也想要把佃农以合同形式变成合同工，以使他们的利益最大化，这彻底改变了农村的社会关系，正如一位新怡诗夏省的地主称：
“在过去，地主和佃农的关系就像家庭的父与子一样。地主认为自己是佃农的家人，所以会更加关心他们生活的各个方面。但是这个制度不可能万年不变，也会随着时间的推移而发生变化，如果地主和佃农是业主与租客的这种商业关系，而不是搞家人关系那一套的话，农场就会建立起来一种稳固高效的运营模式，这样，佃户付出了劳动，地主也会相应给予他们工资作为回报。当然，我更加热衷于现代机械，就像我看到美国现代农场那样，而这里唯一的机器是并不怎么高效的日式打谷机。而且只有我督促佃农工作时，农场的效率才会有所提高，但你告诉机器去执行这么一件事情的话，它会毫不犹豫去做，但跟人打交道（指佃农）可不是这样。”
当地主们把他们土地上种植经济作物的方式变成了机器，而农场就只需要看守人员了，由于地主与佃农之间出现的巨大差距，这造成了农民的不安情绪越来越严重，这也是引发农民骚乱的主要原因，菲律宾中央吕宋的农民发起了对地主的抗议，以表达他们的不满。

## 农民工会组织的形成和发展
由于粮食作物被种植的经济作物替代输出贸易，这造成了大量的农民失业，农民开始沿街乞讨，甚至偷窃政府的粮仓，在这动荡的十年里，人们纷纷感到绝望。20世纪30年代初，许多小型农民工会组织开始逐渐形成，这其中包括：
- 农民协会（Samahang Magsasaka）
- Kabisang Tales
- 劳动群众（Anakpawis）
- Sakdal运动
- 贫穷劳动者同盟 (AMT; General Workers' Union)
- 菲律宾全国农民国民协会 (KPMP; National Council of Peasants in the Philippines)

这些工会的主要行动和诉求皆归传统的制。抗议此后也发展出多种多样的形式，包括罢工、向政府官员请愿(包括总统)、起诉地主，甚至参与选举并赢得地方政府的职位。
1939年，两个最大的农民组织合并：AMT和KPMP，前者有7万名成员，后者有6万名成员。他们成立了农民政党“人民阵线”，并参加了1940年代的邦板牙省的地方选举。尽管PSP的创始人佩德罗·阿巴德·桑托斯没有赢得一个席位，但他的政党已成为农民运动和虎克军的代名词。而他的得力助手路易斯·塔鲁克(Luis Taruc)则成为未来的虎克军最高指挥官。

## 叛乱

### 日占时期

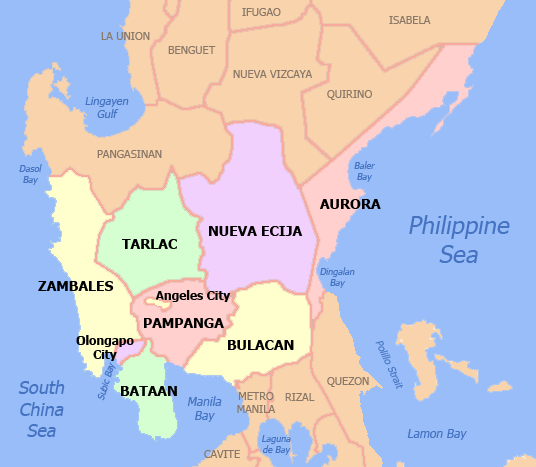
大多数农民组织活跃在新怡诗夏省、潘帕嘉省、丹辘省和布拉干省。

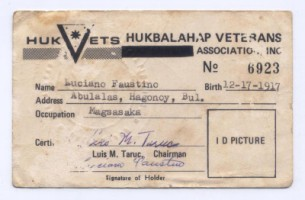
虎克军的退伍军人卡。

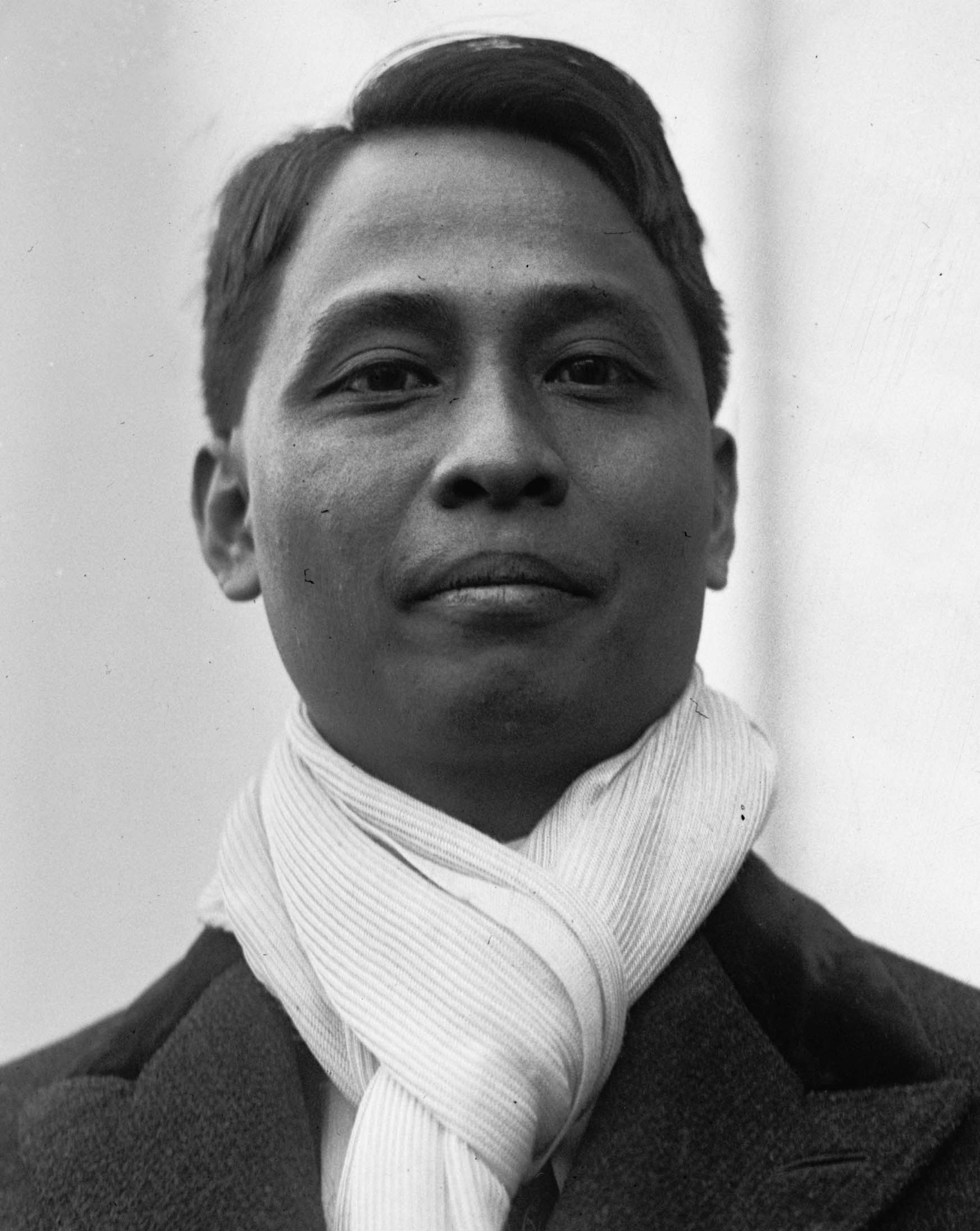
曼努埃尔·罗哈斯总统

1941年12月，日本军队入侵菲律宾。由于菲律宾当地政府没有足够的能力组织军事力量反抗，现有的军队则是由美国远东军司令部来进行协调和防卫菲律宾本土。在中央吕宋大区的农民为了自己的生存而自发组织起来对抗日军，20世纪30年代中央吕宋大区的农民抗日组织为菲律宾抗日活动创造了条件，在日占期间，该组织于1944年建立了地下活动的政府组织，组织内的军事委员会指挥了总共有67个中队。
1942年3月29日，300名农民组织者决定成立虎克军。这一事件标志着农民运动彻底转变为游击队。他们从平民、撤退的美国和菲律宾部队手中收集武器，并打击土匪活动。到1942年9月，虎克军发展到3000名武装人员。到1946年，人数涨至1万人。虎克军组织结构是由各中队组成的，而中队是由班组成的。仅在塔拉韦拉就有三个中队，每个中队约有200人。
虎克军的最高领导人有卡斯托·亚历杭德里诺（AMT，PSP）、费利帕·库拉拉（ KPMP）、伯纳多·波波利特（AMT）和路易斯·塔鲁克 (AMT, PSP)，路易斯·塔鲁克在组织中任最高军事指挥官。共产党人声称，虎克军是由共产党领导发起的。然而，在战前，虎克军内部没有一个最高领导人与PKP有过任何联系。 Kerkvliet后来对其虎克军成员进行的采访时也表明，他们对任何意识形态都没有偏见。
虎克军受到村民们的热烈欢迎，并被视为日本占领下的平民保护者。民族主义、相同的意识形态、生存和报复，都是人们加入虎克军的主要动机。而那些没有加入虎克军游击队的人则加入了一个名为“Barrio United Defense Corp(BUDC) ”的地下组织。
虎克军还试图招募中央吕宋大区以外的人员，但并没有成功。尽管如此，他们还是与菲律宾联邦军队、菲律宾保安部队和美国陆军航空队并肩作战，虎克军在同盟国抗击日本对菲律宾的入侵里起到了非常大的帮助。

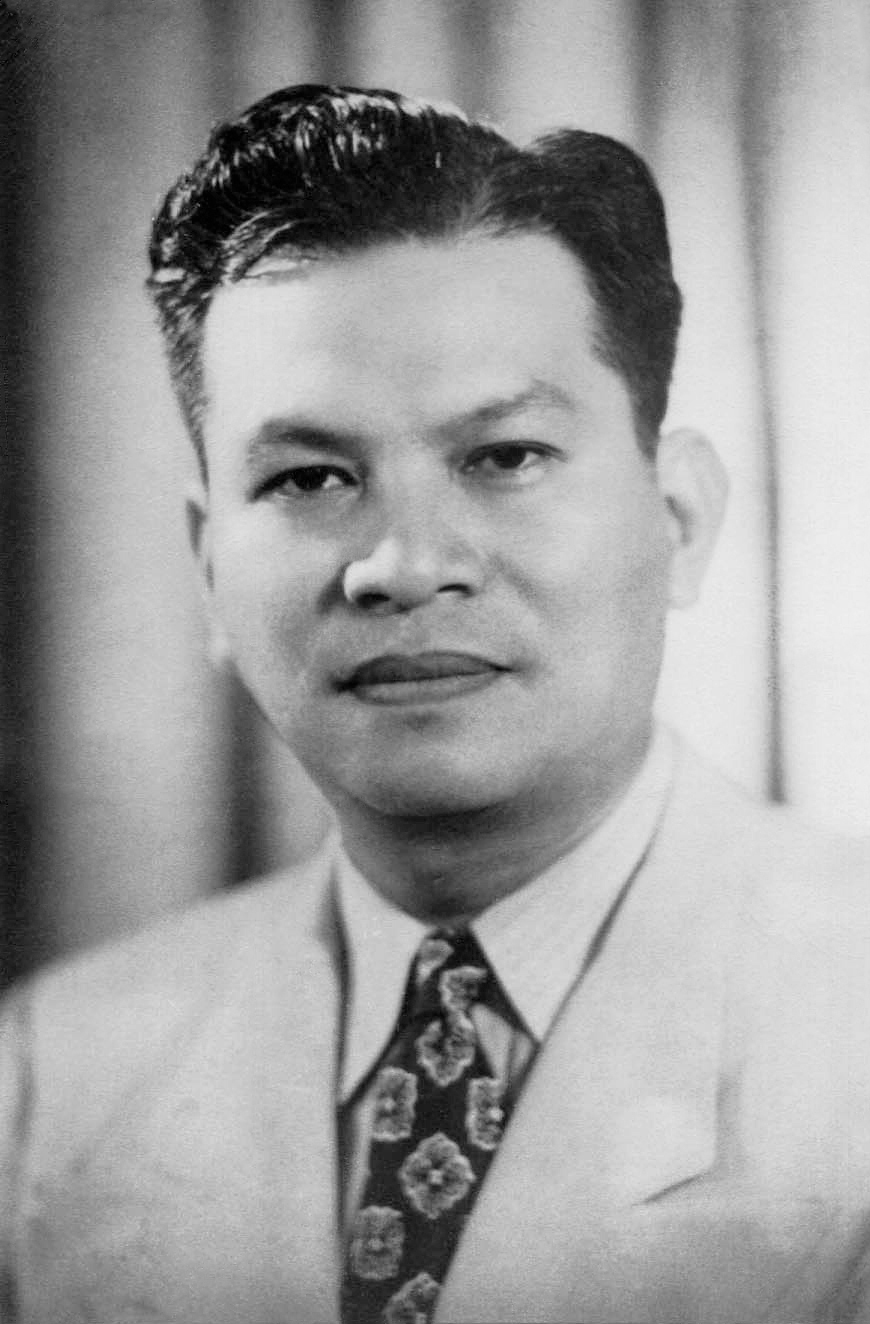
拉蒙·麦格塞塞总统。（埃尔皮迪奥·基里诺总统手下的前国防部长）

### 菲律宾共和国时期
虎克军人员的生活质量即使在战后也没有恢复到战前水准。在日占期间，大部分地主都跟日本人有所合作，因此他们本身已不再对佃农耕种感兴趣。此外，他们中的大多数人在战争期间已经搬到了马尼拉。
虎克军人员的经济状况仍然没有得到有效的改善，而他们的苦难生活状况还因为美国远东军司令部、菲律宾保安部队的镇压以及地主的敌意而加剧。美国随后下达了取缔禁止虎克军的命令，并开始逮捕参与或帮助过虎克军的人员，不少当地的村民也成为这次搜捕的受害者，他们的财产被抢，食物被偷，甚至保安部队搜索完房屋后还一把火烧毁了房屋。
1945年2月发生在布拉卡省马洛洛斯的七十七中队大屠杀被认为是一场专门针对虎克军的政府敌对行动。七十七中队由109名成员组成，他们纷纷被美菲联军包围开枪屠杀后，被集体埋在一个万人坑里。
此外，在1945年2月，美国反情报行动组(USCIC)认为，若需彻底铲除虎克军在该地区活动的唯一方法就是逮捕虎克军的主要领导人。虎克军大约有20名重要领导人在搜捕行动中被捕，其中包括两名主要领导人卡斯托·亚歷历杭德里诺（Castro Alejandrino）和路易斯·塔鲁克（Luis Taruc）。
1945年9月，路易斯·塔鲁克和其他领导人被释放。路易斯·塔鲁克正式宣布抵抗运动结束。他将虎克军成员名单递交美国和菲律宾政府，希望总统塞尔吉奧·奧斯梅娜(Sergio Osmena)承认他们参与对日战争所作出的贡献，从而有资格享受退伍军人福利。但有四个中队，大约2,000名士兵未被政府所认可，虎克军认为这是政府的一种分而治之的策略，因此决定不会再接受政府的任何要求。
路易斯·塔鲁克向麦克阿瑟抗议，以制止美国和菲律宾政府对虎克军对镇压。尽管高层领导人之间一直在相互谈判，但虎克军与美菲联军之间的对峙局势已经相当持久和成熟，虎克军也足可以发起一场全面的叛乱。 用虎克军的最高领导人路易斯·塔鲁克的话说就是：“停战这套说辞仅在最高层、政府代表和农民领袖之间有效，但要放在民间，冲突还是难以避免的”。
此外，1945年末至1946年初的社会状况，不仅没有对农民的利益有所改善，还变得逐渐恶化，这也进一步加剧了佃户与地主之间的贫富差距。由于高利率、贷款、分期租金和农业费而引起的佃户与地主之间的冲突纠纷。而在战争期间选择和日本人合作的地主战后又选择了和美国及菲律宾政府合作，他们同意将农作物收成的60：50利益改为50：50的比例分给佃农。但是当收获来临时，这些承诺往往却没有兑现。
所以虎克军决定再次从政，全国农民联盟（The Pambansang Kaisahan ng Magbubukid  ）正式成立。在国家治理层面上，PKM呼吁实行60：40收获分成比，PKM还呼吁改善农民与地主的关系，向地主提供低息贷款，制定法律保护农民和小型土地拥有者免受大地主的侵害，实现“不分社会地位，人人均平等”。
虽然的PKM争取的目标对于整个社会来说微不足道，但政府针对他们的骚扰和逮捕仍在继续。当地警察、宪兵、甚至“便衣警察”都曾做出恐吓、逮捕、甚至杀害虎克军老兵和PKM支持者的行为。
正是在这种情况下，虎克军正式与PKP结盟，后者就是后来的菲律宾共产党(CPP)。CPP成立了劳工组织委员会(CLO)来领导劳工权益中的政治斗争。这个组织由来自马尼拉各地的76个工会组成，并拥有10万名会员。另一方面，农民对公共事业发展的支持率在农村得到了显著的增长。
1945年7月15日，PKM和CLO合并成立民主联盟（Democratic Alliance）。尽管CLO在意识形态上明显偏共产主义，但PKM还是选择与他们合作，以获取赢得全国选举的更好机会，而他们的最终目标是通过法律和政治层面在全国代表佃农。为了确保击败自由党的曼努埃尔·罗哈斯，民主联盟支持国民阵线的现任总统塞尔吉奥·奥斯梅娜作为候选人。
1946年5月的选举，曼努埃尔·罗哈斯大胜，从而顺利当选总统。六位民主联盟候选人也赢得了国会席位，但是，由于议员何塞·托帕西奥·努埃诺以选举舞弊和恐怖主义为由，提出了一项决议并得到国会多数议员支持，这造成6名民主联盟议员，以及1名国民党议员和3名国民党参议员被禁止在众议院占据席位。
| 地区（选区）     | 姓名              |
| ---------------- | ----------------- |
| 邦板牙省第二选区 | 路易斯·塔鲁克     |
| 邦板牙省第一选区 | 阿马多·尤松       |
| 布拉干市         | 杰苏斯·拉瓦       |
| 新怡诗夏省       | 乔萨·坎多         |
| 新怡诗夏省       | 康斯坦西奥·帕迪拉 |
| 丹辘省           | 亚历杭德罗·辛波科 |

1946年7月4日，美国政府将主权递交给菲律宾政府，此时的菲律宾经济已变得非常依赖美国经济。1946年的《菲律宾贸易法案》（又称：Bell Trade Act of 1946）正在议会两院进行辩论，如果让那些失去席位的国会议员参与投票，那么这项有争议的法案可能就无法通过。由于民主联盟国会议员被禁止占据席位、罗哈斯政府倾向于使用武力的强硬态度、再加上国会议员在中央吕宋大区对PKM、民主联盟和虎克军老兵无情地滥用其权力，这无疑加剧了中央吕宋大区农民对政府的负面情绪。新上台的罗哈斯政府试图在PKP、PKM和民主联盟（DA）成员的帮助下推动和平进程。塔鲁克、何塞·亚历杭德里诺和胡安·费利奧等代表在警卫和政府官员的陪同下，试图安抚农民团体，但这并没有取得成功。在所谓“休战”之后的几天里，中央吕宋大区再次爆发了暴力冲突。塔鲁克和其他人声称，这是议员和当地政府官员正在“破坏和平进程”。
1946年8月24日，胡安·费利奧在新怡诗夏省的埃西哈进行完一次和平演讲后，在返回马尼拉的路上被一大群“穿着制服的武装人员”拦住。当时费利奧身边有他的保镖和四名社区助理人员，费利奧想联系内政部长荷西·佐卢塔，以说明他们在访问社区的途中无缘无故地遭到政府武装力量的包围，并表示他们正想办法离开。随后，费利奧和四名社区助理人员被这些人带走并杀害。数千名虎克军老兵和PKM成员确信，费利奧是被地主或罗哈斯政府谋杀。

这一事件最终导致塔鲁克向总统罗哈斯发出最后通牒:
“对你手中权力的考量已经到来！我们悲惨的人民和祖国的命运掌握在你手中，你现在有能力让人民陷入混乱和可怕的冲突，或者以自由的精神安抚团结人民，就像我们彼此同为手足兄弟一样。”
随后，塔鲁克恢复了虎克军的建制和指挥中心，并支持农民的斗争，开始了虎克军反叛起义。1948年3月6日，总统罗哈斯宣布虎克军为非法组织。五周后，罗哈斯死于心脏病发作。

## 菲律宾独立时期
在菲律宾独立后的几个月和费利奧被谋杀后的几天内，虎克军策划了一场反对罗哈斯总统的叛乱。出于对自身安全的考量，他们再次主动撤退到山区，并将自己改名为Hukbong Magpapalaya ng Bayan (HMB)，即人民解放军。政府加大了对虎克军的打击力度，这使得叛乱进一步升级。
罗哈斯总统采用了他所谓的“铁拳政策”来阻止叛乱。它的目标是在60天内镇压叛乱。菲律宾保安部队（PC）加强了对虎克军的打击行动。罗哈斯将虎克军视为共产主义者，并认为有必要镇压该组织，包括其附属农民武装。
然而，菲律宾共产党否认了虎克军的叛乱行为，声称叛乱必须服务于超越捍卫利益本身的目的，而且菲律宾共产党认为真正的革命必须由工人阶级和劳工运动领导，而不是农民，他们认为农民根本无法理解辩证唯物主义的概念。
但罗哈斯高估了他军队的能力。当菲律宾政府还没有能力建立起一支有战斗力的军队的时候，而虎克军已经经受过抗日游击战的洗礼了，最终菲律宾政府开始寻求美国的军事援助。这场叛乱持续了数年，造成大量平民伤亡。
在此期间，虎克军的组织结构与抗日期间相同。它既提供了一支反对精英群体和政府军队，又提供了一个以“正义的虎克军”闻名的地下政府。村民们也再次支持虎克军，虎克军本身的组织力量、士兵和支持者的数量持续增长，在1950年达到最高峰的时候，有12800名士兵和54000名支持的群众。
索罗斯在宣布他的“铁拳政策”后几周就于心脏病而逝世。他的继任者总统埃尔皮迪奥·基里诺（Elpidio Quirino）对虎克军的态度更为宽容，但他未能实施最根本的土地改革，也未能安抚受到保安部队侵害的虎克军人员，这使得虎克军进一步提出了他们的诉求。
1948年6月21日，基里诺总统宣布将大赦虎克军， 几天后，参议院和国会也都同意了大赦，而条件是虎克军放下武器投降。但无论在马尼拉的谈判进展的如何，农村地区的零星战斗仍然在持续。许多虎克军成员很不情愿地交出了他们的武器，据他们个人对政府的了解，政府只会要求他们接受政府的登记而已。但许多人投降后受到威胁和殴打，这种被迫投降的消息传开后，虎克军的成员就不再愿意交出武器投降。1948年8月14日，谈判破裂。
1949年，作为对政府的一次袭击，据称是虎克军的成员伏击并谋杀了身为菲律宾红十字会主席、菲律宾第二任总统曼努埃尔·奎松(Manuel L. Quezon)的遗孀奥罗拉·奎松(Aurora Quezon)，当时她参加完奎松纪念医院开幕仪式后，返家途中被杀。谋杀中，她的长女和女婿也被杀害。这次袭击引起了全世界的谴责，而虎克军声称袭击是由“叛徒”所为，并为袭击菲律宾政府的所作所为进行了辩解。

## 所谓的苏联介入
哈佛大学的斯蒂芬·J·莫里斯在他的《苏联与菲律宾共产主义运动的关系》中写道：“没有证据表明苏共曾向虎克军叛乱分子提供武器，菲律宾共产党的斗争模式也只是受到了苏联共产主义的影响。”中苏交恶前，苏联允许中国支持东南亚的共产主义团体，后来苏联表示在菲律宾只支持当地的非暴力共产主义政党。
1949年，据《纽约时报》驻马尼拉记者转述称，苏联潜艇可能向虎克军提供枪支、弹药和补给。

## 瓦解
1948年8月14日谈判破裂，路易斯·塔鲁克和他的同僚立即逃往马德雷山脉（Sierra Madre）山区避难。20世纪50年代开始，虎克军起义开始呈下坡路趋势。呈现这一趋势主要有两个原因:
1. 多年的战争和敌对行动使人们普遍感到厌倦。[3]许多优秀的虎克军领袖不是已经逝世就是年纪太大不能战斗。剩下的几个领导人现在正被军队通缉，就算藏在山区也在所难逃。最终，村民们厌倦了支持虎克军，并开始对他们奋斗的事业提不起一点兴趣。
2. 基里诺总统将打击虎克军行动从内政部和地方政府(DILG)转移到国防部(DND)。在拉蒙·麦格塞塞的领导下，军队整肃了一批腐败和低效的官员，并发动了大规模的军事攻势，军队在追击山区的虎克军游击队的行动中也有非常大的进展。[5]到1951年，菲律宾陆军各营级作战单位已经扩充到1047人，比上年增加了60%。此外，菲律宾政府停止了对农民的不利政策，并真正解决农民的问题，这进一步使农民不再认为需要“正义的虎克军”。[16]

最终，通过一系列政治改革和麦格塞塞的军事胜利，虎克军反叛被彻底平息，麦克塞塞也顺利当选成为第七任总统。1954年5月，路易斯·塔鲁克自首，被判处15年监禁。

## 虎克军反叛中的女性
虎克军运动以包括妇女农民而闻名，这些妇女主张加入到运动中来反抗日本对妇女的暴行，包括强奸和致残。这些妇女中有许多人参加了战斗，但大部分的反抗者仍留在农村收集物资和情报。而在丛林营地的妇女则被禁止参加战斗，但他们会经常接受急救、宣传和招募方面的训练。
虎克军运动发起后，大量妇女投身于该运动，并迫使领导层重新考虑其性别招募政策。妇女参与运动的问题同时也被列入了虎克军运动的讨论议程。许多来自吕宋中部和南部乃至马尼拉的年轻妇女也都纷纷加入虎克军，她们加入的原因皆是对日本人的残暴感到愤怒，有时甚至是对自己的人身安全感到害怕担忧，甚至不少妇女还具有感同身受的经历。大多数妇女的年龄在15至35岁之间，单身，在农民家庭成长。还有一些妇女加入到虎克军难民营，并志愿为游击运动提供帮助。但是绝大多数人都选择留在村庄里，在虎克军根据地内部工作，为游击队收集物资、金钱和信息。 这些以村庄为基础的虎克军根据地成为动员妇女和政治宣传的重要场所，在“从日本人手中解放”的名义下开展活动的妇女可以与其他村民进行顺畅的交流。——维娜·兰佐纳（Vina Lanzona），《丛林中的虎克军叛乱：菲律宾性与革命》（第41页）
在招募方面，虎克军是不具有歧视性的，并鼓励各种背景的群众加入抵抗运动。 除了男人以外，还有令人惊讶的大量女性志愿者加入，她们对日本人的暴行感到愤怒。加入虎克军的妇女都是15-35岁的未婚农民，而绝大多数妇女都选择留在村子里，通过收集物资、金钱和信息为游击队提供帮助。
妇女在战前中央吕宋大区农民运动中的经历使她们成为虎克军的理想组织者。妇女通常在日本人眼中显得不那么引人注目，她们在村庄周围自由活动，表面上只是在与人交谈，实际上是在交换有关游击活动的信息。西奥菲斯塔·瓦莱里奥和圣安娜她们两位组织者均是人民解放军的代表。——维娜·兰佐纳（Vina Lanzona），《丛林中的虎克军叛乱：菲律宾性与革命》（第55页）
妇女是理想的信使，虎克军领导人很快意识到了她们执行这项危险任务的潜力、技巧和意愿。在日本人眼中，妇女是无害且没有威胁的，这些妇女在平时无非就是挎着一篮子水果和蔬菜与邻居闲聊，这种形象在敌占区起到了很好的隐蔽作用。而这种形象使妇女能够从一个地区顺利的到达另一个地区，而且还很少被怀疑是游击队。
——维娜·兰佐纳（Vina Lanzona），《丛林中的虎克军叛乱：菲律宾性与革命》（第66页）
虎克军运动中的妇女作用主要是支援部队，他们通过与村民沟通并充当掌握有关日军重要信息的信使，虽然她们的工作微不足道，但对运动本身起到了很大的帮助。由于他们的外表和衣着，她们的活动往往被敌人所忽视，而敌人也只会更加专注于打击游击队战士本身。
情报网络是地区联络和信息交换部门的一部分，妇女在地区情报网络中也起着重要作用，该部门主要收集日本人在描笼涯（意指村庄和地区）活动的信息。情报搜集工作看起来很轻松，但是却非常具有风险，但加入虎克军的妇女都很愿意承担这种风险。Loreta Betangkul认为，日本人及其间谍认为当地妇女无所事事，整日闲逛，但他们完全没有意识到这些妇女正在收集有关日军的信息并将其传送给虎克军游击队。——维娜·兰佐纳（Vina Lanzona），《丛林中的虎克军叛乱：菲律宾性与革命》（第61页-第62页）
由于游击队被打死或打伤的情况很普遍，因此虎克军组织了一个医疗部门，该部门主要由担任护士的妇女组成。就像在主流社会中一样，虎克军中的大多数（但不是全部）护士都是女性。许多妇女认可这一工作，认为自己本身作为女性是最有能力照顾和安抚受伤的同志。这些妇女认为，他们几乎不需要培训就可以完成照顾病人的任务。 许多人也认可Prima Sobrevinas的话，他说：“女性天生就是为这工作而生”。——维娜·兰佐纳（Vina Lanzona），《丛林中的虎克军叛乱：菲律宾性与革命》（第64页）
在总部工作的大多数妇女都是担任文员。埃琳娜·萨威特（Elena Sawit）为政治局领导人撰写文件、贝伦·辛帕科(Belen Simpauco)在这次运动中担任文书，而西莉亚·雷耶斯(Celia Reyes)和阿韦利娜·桑托斯(Avelina Santos)在各自的营地担任财务主管，她们他们通常为游击队运动募捐和管理资金，以确保有足够的资金和食物提供给游击队。——维娜·兰佐纳（Vina Lanzona），《丛林中的虎克军叛乱：菲律宾性与革命》（第65页）

妇女的另一个关键任务是在根据地担当传统家庭主妇的角色。在这种情况下，虎克军的医疗部门主要由妇女组成，她们护理伤兵使其恢复战斗状态。她们还为士兵们做饭，为虎克军士兵打扫房屋。由于在那个时期只有少数妇女受过教育，所以受过教育的妇女会被被分配到文职工作，例如会计和文书，以有效管理和组织虎克军的资源。

## 美菲共同防御条约
1951年8月30日，菲律宾共和国和美利坚合众国签署了《美菲共同防御条约》。

## 参阅
- 冷战
- 虎克军
- 菲律宾历史
- 菲律宾共产党
- 菲律宾共产主义叛乱